# Marcel Thomas (photographe)
Marcel Thomas, né le 27 février 1909 à Fresnois-la-Montagne en Meurthe-et-Moselle et mort le 19 août 2000  à Draveil, dans l'Essonne, est un photographe français au parcours atypique.

## Biographie
Marcel Thomas a d'abord travaillé comme ouvrier, et c'est après la Seconde Guerre mondiale qu'il s'installe à Paris, travaillant dans la confection. Dans la confection, il y a une "morte-saison" qui laisse du temps libre où on peut facilement s'absenter de son travail pour le reprendre peu après. De 1947 à 1990, grâce à l'aide d'amis portiers dans les grands hôtels parisiens, il photographie, avec leur accord, des centaines de stars françaises et internationales. Il les approchait avec un ami qui demandait un autographe, puis qui leur proposait que son compagnon les prenne en photo ; d'où cet aspect "posé" et non "volé" de celle-ci.
Thomas réalise ces photos en amateur et n'en fait pas commerce, mais il en accumule plusieurs milliers. Peu avant sa mort en août 2000, il lègue ses photos (plus de 30 000) à son ami l'auteur Gérard Gagnepain qu'il charge de faire connaître sa collection.
En 2003, les éditions du Chêne ont publié un recueil de 320 de ses photographies.
L'année 2008 voit l'organisation de plusieurs expositions consacrées à son travail.

## Expositions
2014: du 7 au 29 novembre. Étoiles du Cinéma Français, plus de 200 photographies inédites de Marcel Thomas, Carré des Arts, 91230 Montgeron, exposition mise en images par Gérard Gagnepain.
2015: du 23 février au 23 mai. Déjà Stars. 400 photos inédites de Marcel Thomas. Centre culturel du Crous de Paris, 12 rue de l'Abbaye 75006 Paris, exposition mise en images par Gérard Gagnepain.

## Publications
- Portraits de stars (200 photos), Marcel Thomas, Sélection Reader’s Digest, 1996  (ISBN 2-70980-742-4)
- Chanson française, 200 portraits inédits, Éric Zimmerman et Marcel Thomas, Éditions Didier Carpentier, 1997  (ISBN 2841670279)
- Chasseur d’étoiles (320 photos), Gérard Gagnepain (texte), Marcel Thomas (photos), Éditions du Chêne, 2003  (ISBN 2842774175)
- Grand-Hôtel, Café de la Paix, deux siècles de vie parisienne, Pascal Boissel et photos de Marcel Thomas, éd. Italiques, 2004  (ISBN 2910536432)
- Parade d’étoiles, Roger-Pierre (texte), Marcel Thomas et Pierre Dannès (photos), éd. Photostars, 2007  (ISBN 978-2952783712)
- Mes amis, Mes amours !, Roger-Pierre, Marcel Thomas (photos), préface de Jean-Marc Thibault, Éditions Alternatives, 2008  (ISBN 978-2862275383)
- Tout simplement stars, (200 photos inédites), Gérard Gagnepain, éd. Photostars, 2009  (ISBN 978-2-95278-373-6)
- Stars tout simplement, Gérard Gagnepain, éd. Photostars, 2015  (ISBN 978-2-9527837-6-7)